# Talalm

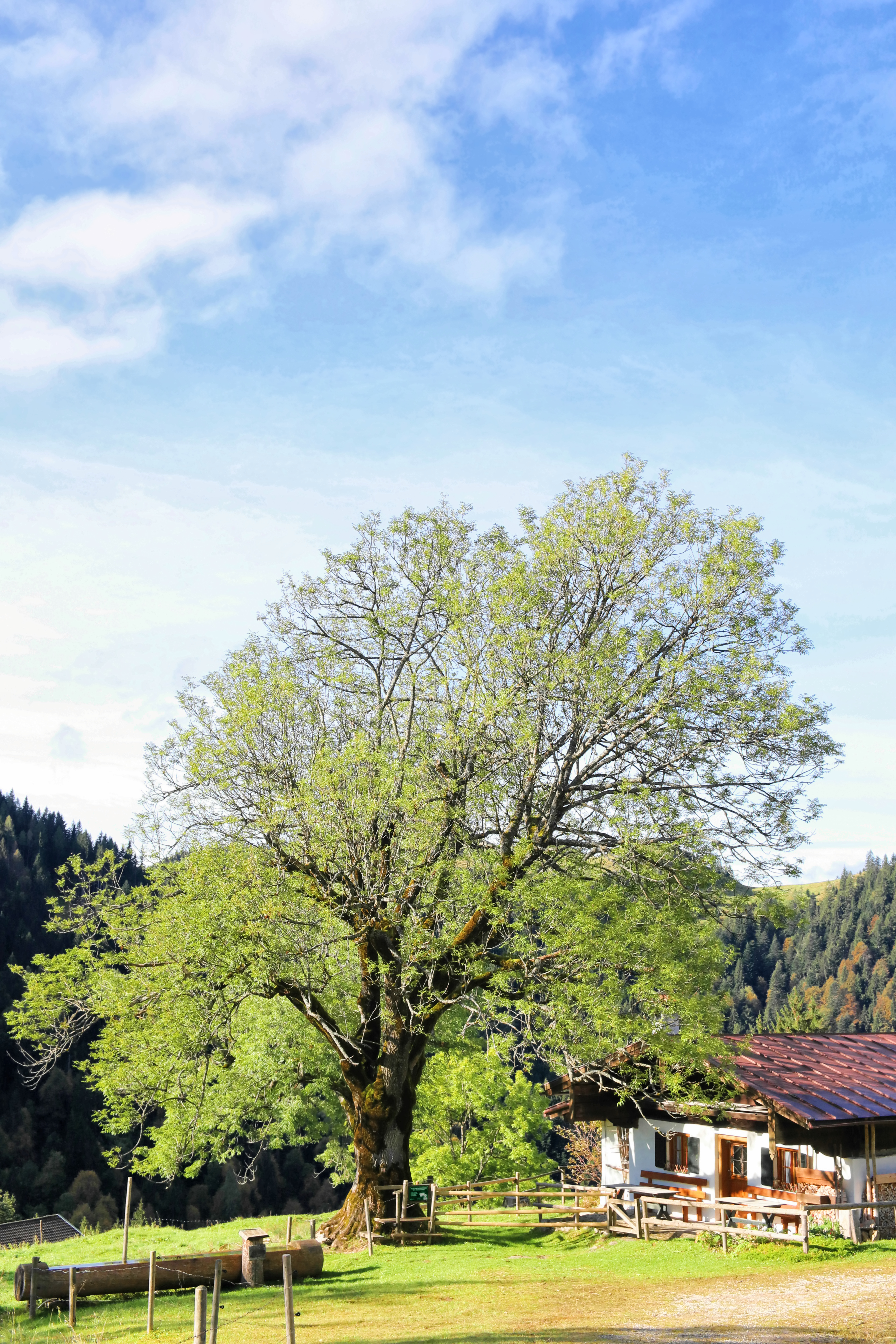
Talalm

Die Talalm ist eine Alm im Ortsteil Sachrang der Gemeinde Aschau im Chiemgau.
Eine Almhütte der Talalm steht unter Denkmalschutz und ist unter der Nummer D-1-87-114-136 in die Bayerische Denkmalliste eingetragen.

## Baubeschreibung
Bei der Almhütte auf der Talalm, der sog. Osl-Hütte, handelt es sich um einen eingeschossigen, verputzten Massivbau mit Flachsatteldach. Giebel und Kniestock sind in Blockbauweise ausgeführt, das Gebäude ist mit dem Jahr 1842 bezeichnet.
Ein weiteres Gebäude auf der Alm ist die etwas größere Soilacher-Hütte. Der Ursprungsbau von 1741 wurde abgebrochen und im Jahr 1973 neu erbaut.

## Heutige Nutzung
Die Talalm wird landwirtschaftlich genutzt und ist in den Sommermonaten bewirtet.

## Lage
Die Talalm befindet sich östlich von Sachrang im Geigelsteingebiet auf einer Höhe von 1150 m ü. NN.